# Nick FitzGibbon
Nick FitzGibbon (Puslinch, 25 aprile 1987) è un ex giocatore di football americano canadese, che ha giocato come runningback.
Dopo aver giocato per una squadra universitaria canadese viene scelto come undrafted free agent dagli  Winnipeg Blue Bombers.